# Majid Talal Arslane
Le prince Majid Talal Arslane, né le 8 avril 1994, est le fils aîné du prince Talal Arslane et la princesse Zeina et petit-fils du prince Magid Arslane, héros de l'indépendance du Liban. Majid fait partie de la famille princière Arslane (descendants des Lakhmides, rois de Al-Hira) qui est une des dynasties arabes les plus anciennes et plus puissantes. Il est l'héritier de la maison Arslane dont le chef aujourd'hui est son père, le prince Talal.
Le nom et le titre de Majid sont : Son Altesse le prince Majid Talal, prince héritier des Lakhmides et de la maison Arslane.